# 18593 Wangzhongcheng
18593 Wangzhongcheng este un asteroid din centura principală de asteroizi.

## Descriere
18593 Wangzhongcheng este un asteroid din centura principală de asteroizi. A fost descoperit pe 5 ianuarie 1998 la Xinglong în cadrul programului Beijing Schmidt CCD Asteroid Program. Asteroidul prezintă o orbită caracterizată de o semiaxă mare de 2,44 ua, o excentricitate de 0,08 și o înclinație de 2,9° în raport cu ecliptica.